# Winnsboro (Dél-Karolina)
Winnsboro város az USA Dél-Karolina államában, Fairfield megyében, melynek megyeszékhelye is. Lakosainak száma 3215 fő (2020. április 1.).

## Népesség
A település népességének változása:
| Lakosok száma | 355  | 3550 | 3215 |
|               | 1860 | 2010 | 2020 |